# Daniel Berjano
Daniel Berjano Escobar (Oviedo, 1853-San Sebastián, 1938) fue un escritor y registrador de la propiedad español.

## Biografía
Nacido el 3 de enero de 1853 en la ciudad asturiana de Oviedo, se educó en la Universidad literaria de Oviedo. Fue miembro tanto de la Real Academia de la Historia como de la Real Academia de Bellas Artes de San Fernando. Falleció a primeros de julio de 1938 en San Sebastián. Berjano, que se contó entre los fundadores de la Revista de Extremadura, contribuyó con estudios sobre la comarca de la sierra de Gata y fue autor de una biografía de Juan Carreño de Miranda. Fue hermano de Gerardo Berjano Escobar (1850-1924), jurista y escritor como él.